# Jules Jordan
Jules Jordan (nascut amb el nom de Ashley Gasper el 25 de maig de 1972 a Filadèlfia, Pennsilvània, Estats Units) és un director, productor i actor pornogràfic estatunidenc, propietari de la productora Jules Jordan Video.

## Biografia
Les seves pel·lícules eren distribuïdes per Evil Angel, la productora de John Stagliano, fins al gener de 2006 quan Jules Jordan va crear la seva pròpia productora anomenada Jules Jordan Video.
Va començar a indagar en la indústria del porno gràcies al seu antic treball en un sex shop en Pennsylvania. Passat un temps va començar a filmar les seves pròpies pel·lícules en Pennsylvania i després va decidir mudar-se a Los Angeles, cor de la indústria del porno als Estats Units, on la seva carrera com a director va aconseguir el estrellato.
Encara que als Estats Units i la majoria de països occidentals les seves pel·lícules són perfectament legals, en el Regne Unit les seves pel·lícules són sotmeses a talls de diversos minuts per poder ser venudes legalment, a causa de les extremes pràctiques sexuals que apareixen en elles i que no està permès mostrar segons les lleis del país.
En l'actualitat Jules Jordan manté una relació sentimental amb l'actriu porno Jenna Haze.
Recentment va donar positiu en la prova de sida que es fa regularment als actors que treballen en la indústria del porno i per això ha tingut lloc una quarantena que ha mantingut a moltes estrelles fora de la pantalla.